# Флурси
Флурси́ (фр. Floursies) — коммуна во Франции, регион О-де-Франс, департамент Нор, кантон Авен-сюр-Эльп.

Население (2017) — 128 чел.